# 入国審査官

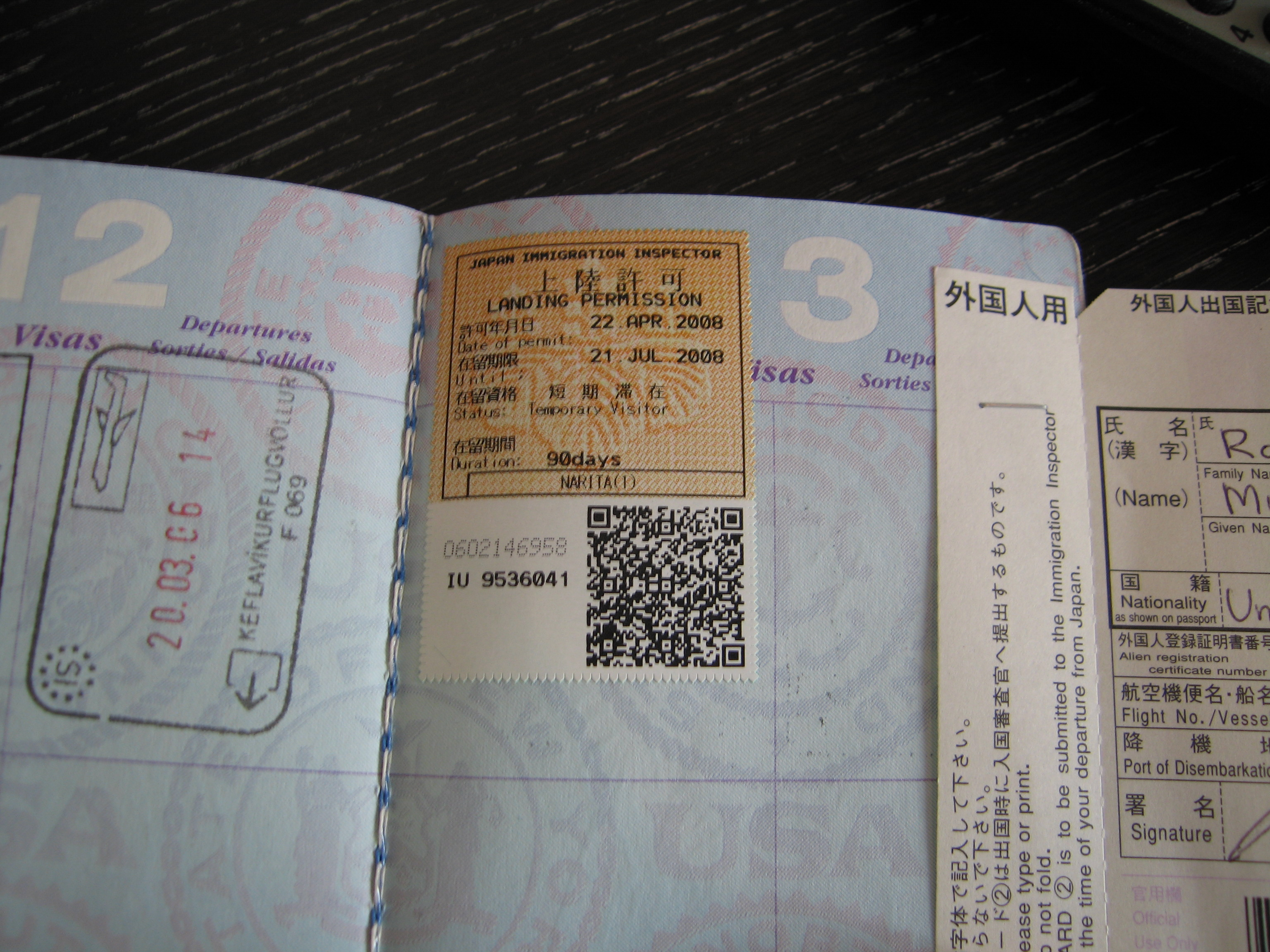
日本の入国審査官によって上陸（入国）許可されたことを示す証書（写真中央）

入国審査官（にゅうこくしんさかん）とは、出入国在留管理庁に所属する行政職または指定職の国家公務員で、外国人の出入国審査、在留審査、口頭審理などの審査業務、難民認定に関する調査業務、日本人の出帰国確認を行うことを主な職務とする。

## 概要
出入国在留管理庁の施設等機関である入国者収容所と、地方支分部局である地方出入国在留管理局に配置されている。本庁（霞が関）の職員は、出入国在留管理庁長官を除きすべて法務事務官または検事で構成されており、入国審査官の官職の枠は存在しない（入国審査官が本省に異動する場合は法務事務官に一時転官となる）。
通例では、国家公務員試験（II種またはIII種）で任用された法務事務官が任官される。同じ法務省所管の刑務官や法務教官のような別枠の採用試験制度はなく、同じ入管職員でありながら別枠採用試験のある入国警備官とは異なる任用制度となっている。
一定の職務経験を踏んだ後に入国審査官への転官を命ぜられる際に昇格試験のようなものはなく、法務事務官採用者は勤務年数さえあれば語学能力などには関係なくほぼ自動的に入国審査官となる。入国警備官からの転官は管理職以上の場合を除きごくまれである。
なお、出入国在留管理局においては国家I種（キャリア）採用者は本省中枢で法務事務官として経験を積むことが前提となっており、入国審査官として地方出入国在留管理局で勤務する機会は一時的な経験目的異動時などに限られている。

## 入国審査官の職位
入国警備官と異なり入国審査官に階級はない。配属部署は「課・係」制でなく専門官制（部門制）であり、配置に応じて次のような役職名が付される。
- 局長、支局長
- 局次長、支局次長
- 審査監理官（局次長・支局次長級）
- 首席審査官（課長級）
- 統括審査官（課長補佐級）
- 上席入国審査官（係長級）
- 入国審査官（係主任級）

入国審査官及び入国警備官服制（平成5年法務省令第26号）に基づき貸与される制服については、庁内では、次長以上は着用せず、審査監理官は状況に応じて着用、首席審査官以下は常時着用となっている。なお階級がないことから階級章も存在しないが、入国警備官の階級章と類似したデザインの「入国審査官章（バッジ）」を制服の胸部に着用する。庁外では制服は臨船審査など許可行為を行うときは着用するが、在留実態の調査など直接許可行為を伴わない場合は私服が普通である。また入国警備官と同様に拳銃や警棒の武器携帯権限があるが、現在では訓練と教育のみである。
また、組織における役職名とは別に、法令上の職務権限を表すための次のような呼称がある。
- 主任審査官
- 特別審理官
- 難民調査官
- 意見聴取担当入国審査官
- 意見聴取担当難民調査官